# Lindigshof (Gerstungen)
Der Lindigshof ist ein Ortsteil der Gemeinde Gerstungen im Wartburgkreis in Thüringen.

## Lage
Der Lindigshof befindet sich etwa eineinhalb Kilometer südöstlich der Ortslage von Marksuhl und etwa zehn Kilometer (Luftlinie) von der Kreisstadt Bad Salzungen entfernt. Der Lindigshof liegt in waldreicher Umgebung am Oberlauf des Flusses Suhl. In der 4,11 km² großen Gemarkung befindet sich der Staudamm der Talsperre Ettenhausen.

## Geschichte
Der Lindigshof ist heute der nach der Einwohnerzahl größte Ortsteil einer Gruppe von Höfen und Kleinsiedlungen (Baueshof, Clausberg, Lutzberg, Kriegersberg, Hütschhof, Frommeshof, Rangenhof, Mölmeshof, Meileshof, Josthof und andere), die im Herrschaftsbereich der Frankensteiner Grafen und ihres Hausklosters Frauensee seit dem Hochmittelalter im Buntsandstein-Hügelland bei Marksuhl gegründet wurden.
1879 wurden, basierend auf der Volkszählung von 1875, erstmals statistische Angaben zum Ort Lindigshof publiziert. Lindigshof hatte in diesem Jahr 13 Wohnhäuser mit 69 Einwohnern. Der Ort war stets nach Ettenhausen an der Suhl eingepfarrt und eingeschult gewesen. Politisch gehörte er zum Amt Frauensee, welches 1815 vom Kurfürstentum Hessen an das Großherzogtum Sachsen-Weimar-Eisenach kam. Die Größe der Flur betrug 144 Hektar – davon Höfe und Gärten 2,3 ha, Wiesen 40 ha, Ackerfläche 68 ha, Wald 4,6 ha, Teiche, Bäche und Flüsse 0,9 ha. Auf Wege, Triften, Ödland und Obstbauplantagen entfielen 27 ha.
Am nördlichen Ortsrand befand sich eine Mühle am Ufer der Suhl. Der ursprüngliche Lindigshof und die Mehrzahl der alten Fachwerkbauten wurden nach 1900 durch massive Ziegelsteingebäude ersetzt. Der kleine Ort besteht heute bereits zu etwa 30 Prozent aus Neubauten der Nach-Wendezeit. Bis zum 6. Juli 2018 gehörte Lindigshof zur Gemeinde Marksuhl und ging mit dieser in der Gemeinde Gerstungen auf.

## Verkehr
Der Lindigshof liegt an der Ortsverbindungsstraße Möhra – Marksuhl an der Landstraße 1023. Zum Lindigshof verkehrt die Buslinie 119 auf der Strecke Eisenach – Förtha – Marksuhl – Burkhardtroda – Kupfersuhl des Verkehrsunternehmen Wartburgmobil.